# Satsichoeri-moskee
De Satsichoeri-moskee (voormalig Didatsjara-moskee) is een houten moskee in Satsichoeri, een dorp in de gemeente Choelo van de autonome republiek Adzjarië in het zuidwesten van Georgië.

## Geschiedenis
De moskee werd oorspronkelijk gebouwd in het nabijgelegen dorp Didatsjara en dateert van het einde van de 18e eeuw en het begin van de 19e eeuw. Tijdens de Russisch-Turkse Oorlog werd het eerste moskeegebouw in brand gestoken door de Russische generaal Dmitri Osten-Sacken. Een nieuwe moskee werd in 1814 gebouwd, bestemd voor de dorpen in het bovenste deel van de Adjaristskali-vallei. De moskee werd al snel ontbonden en verdeeld over drie dorpen, Paksadze, Bagleti en Didatsjara. Na de bouw van een nieuwe moskee in 2002 werd de oude moskee van Didatsjara overgebracht naar Satsichoeri, hogerop gelegen in dezelfde vallei.
De houten moskee valt op door zijn unieke decoraties en persen op de deur. Na een renovatie is de oude uitstraling behouden. De moskee ontving op 7 november 2006 de categorie Cultureel Monument van Nationaal Belang.